# Lucia Casalini
Pour les articles homonymes, voir Casalini (homonymie).
Lucia Casalini ou Lucia Casalini Torelli (Bologne, 1677 – Bologne, 3 mai 1762) est une femme peintre italienne qui fut active dans sa ville natale.

## Biographie
Lucia Casalini a fait son apprentissage avec Giovanni Gioseffo dal Sole.
Elle est l'épouse du peintre Felice Torelli, et par alliance belle-sœur du violoniste et compositeur Giuseppe Torelli), ainsi que la mère du peintre Stefano Torelli.
Lucia Casalini qui a peint surtout des portraits ainsi que, dans une moindre mesure, des thèmes religieux.
Elle est morte à Bologne le 3 mai 1762.

## Œuvres
De nombreuses œuvres ont été perdues, la liste suivante ne comporte que celles qui sont encore visibles et attribuées avec certitude :
- Autoportrait, Bibliothèque universitaire, Bologne
- Autoportrait, Galerie des Offices, Florence ;
- Portrait du cardinal Giorgio Doria, Galleria Doria Pamphilj, Rome ;
- Portrait du général Enea Caprara, rectorat, Université de Bologne ;
- Il beato Ceslao, fa cessare un incendio, église San Domenico, Bologne ;
- San Domenico, lunette, sacristie, église San Domenico, Bologne ;
- San Nicola da Tolentino prega la Madonna per gli appestati, église San Giovanni Battista dei celestini, Bologne ;
- San Tommaso d'Aquino, église des saints Nicolò e Domenico, Imola;
- santi Carlo e Antonio da Padova, église paroissiale Luminasio, Marzabotto ;
- Santi Stanislao Kostka e Luigi Gonzaga, église San Giorgio, Reggio Emilia,